# شهرستان کورنوال، جامائیکا
شهرستان کورنوال، جامائیکا (انگلیسی: Cornwall County, Jamaica) بین سه شهرستان تاریخی که کشور جامائیکا را تشکیل می‌دهد غربی‌ترین آن می‌باشد. 